# Episodi di Dallas (serie televisiva 2012) (seconda stagione)

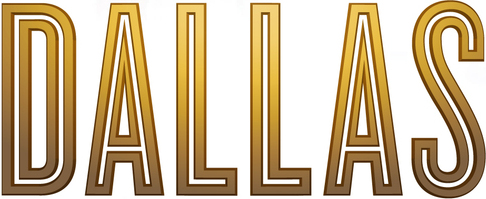
Logo di Dallas

La seconda stagione della serie televisiva Dallas è stata trasmessa in prima visione negli Stati Uniti d'America dall'emittente via cavo TNT dal 28 gennaio al 15 aprile 2013.
In Italia la serie è stata trasmessa in prima visione sul canale pay Mya a partire dal 29 novembre 2013 al 7 febbraio 2014, con un episodio a settimana (dal 10 al 31 gennaio 2014 con due) ogni venerdì alle 21:15.
I primi sette episodi vengono trasmessi in chiaro su Canale 5 con un episodio a settimana, il sabato alle 13:40, dal 2 agosto al 13 settembre 2014. I rimanenti otto episodi vengono trasmessi su La 5 sempre uno a settimana e sempre con lo stesso orario, dal 13 settembre al 1º novembre 2014.
| nº | Titolo originale         | Titolo italiano        | Prima TV USA     | Prima TV Italia  |
| -- | ------------------------ | ---------------------- | ---------------- | ---------------- |
| 1  | Battle Lines             | Il ricatto di Harris   | 28 gennaio 2013  | 29 novembre 2013 |
| 2  | Venomous Creatures       | Patto col diavolo      | 28 gennaio 2013  | 6 dicembre 2013  |
| 3  | Sins of the Father       | Giustizia Privata      | 4 febbraio 2013  | 13 dicembre 2013 |
| 4  | False Confessions        | Il senso dell'onore    | 11 febbraio 2013 | 20 dicembre 2013 |
| 5  | Trial and Error          | Figli contro           | 18 febbraio 2012 | 27 dicembre 2013 |
| 6  | Blame Game               | Come una famiglia      | 25 febbraio 2013 | 3 gennaio 2014   |
| 7  | The Fast and the Furious | Gara ad alta pressione | 4 marzo 2013     | 10 gennaio 2014  |
| 8  | J.R's Masterpiece        | Nulla è come sembra    | 11 marzo 2013    | 10 gennaio 2014  |
| 9  | Ewings Unite!            | L'unione fa la forza   | 18 marzo 2013    | 17 gennaio 2014  |
| 10 | Guilt & Innocence        | Scelta lacerante       | 25 marzo 2013    | 17 gennaio 2014  |
| 11 | Let Me In                | Lasciami entrare       | 1º aprile 2013   | 24 gennaio 2014  |
| 12 | A Call to Arms           | Chiamata alle armi     | 8 aprile 2013    | 24 gennaio 2014  |
| 13 | Love & Family            | Amore e famiglia       | 8 aprile 2013    | 31 gennaio 2014  |
| 14 | Guilt by Association     | Colpa per associazione | 15 aprile 2013   | 31 gennaio 2014  |
| 15 | Legacies                 | Eredità importanti     | 15 aprile 2013   | 7 febbraio 2014  |

## Il ricatto di Harris
- Titolo originale: "Battle Lines"
- Diretto da: Michael M. Robin
- Scritto da: Cynthia Cidre & Robert Rovner

### Trama
Sue Ellen sta continuando la sua campagna elettorale e si trova in vantaggio rispetto al suo avversario, l'ex marito di Ann, Harris. John Ross intanto riesce a portarsi a letto con l'inganno la figlia di un importante industriale che non voleva vendere alla Ewing i suoi treni e tramite questo meschino ricatto ottiene il contratto ricattando l'uomo la cui figlia deve convolare presto a nozze. Cristopher ed Elena intanto sono ad un passo dal chiudere un vantaggioso contratto per fare in modo che il metano scoperto dal ragazzo sia il nuovo carburante per tutti i mezzi di trasporto nello Stato del Texas. J.R. è nell'ufficio del figlio ed è stato lui a consigliare al ragazzo la mossa da fare per avere il controllo degli autotreni e ora deve soffiare l'accordo a Cristopher. Cristopher va quindi negli uffici della Ewing dove ha un nuovo scontro con Cristopher e con Bobby che appoggia l'idea del metano del figlio. John Ross parla con Elena e chiede alla ragazza di mantenere almeno un rapporto civile dato che lavoreranno spesso assieme. Cristopher intanto incontra la vera Rebecca Sutter che testimonierà contro la finta moglie di Cristopher per avere l'annullamento e sbatterla in galera, ma nessuno sa che qualcuno la segue. Ann incontra Harris che le comunica che la loro figlia, Emma, è viva e che per fargliela vedere vuole la registrazione che potrebbe farlo perdere alle elezioni e le dà 48 ore di tempo. La persona che segue la vera Rebecca è un investigatore assoldato da John Ross che vuole distruggere il cugino in modo definitivo. Ann rivela a Bobby di aver avuto una figlia da Harris e gli dice anche dello sporco ricatto di Harris e l'uomo le sta vicino. Pamela Barnes ritorna a Dallas e parlando con Frank rivela di non vedere l'ora di togliere agli Ewing quello che una volta era di suo padre e decide di incontrare Cristopher e qui la ragazza rivela la sua vera identità a Cristopher e a suo padre e che lei vuole solo avere l'affidamento dei suoi figli altrimenti lei e suo padre li distruggeranno. Alla fine Ann e Sue Ellen cedono al vile ricatto di Harris che da all'ex moglie l'indirizzo di Emma. Cristopher riesce ad avere il contratto per il metano. Il medico legale che ha pagato Sue Ellen rivela quello che la donna ha fatto, cioè aver modificato il risultato della morte di Marta Del Sol pagandolo. Ann assieme a Bobby va a trovare Emma ma la ragazza si dimostra fredda e le dice che ha sperato che non si fosse mai fatta viva, la donna è scioccata. John Ross si reca da Pamela e le propone un'alleanza dove potranno usare assieme la vera Rebecca Sutter, che ha seguito l'uomo, contro Cristopher e Pamela accetta.

## Patto col diavolo
- Titolo originale: "Venomous Creatures"
- Diretto da: Steve Robin
- Scritto da: Aaron Allen

### Trama
Cristopher sistema il suo vecchio lettino e viene raggiunto da Elena, il giorno dell'udienza è arrivato e Cristopher è convinto che la vera Rebecca testimonierà contro Pamela. John Ross arriva per parlare con J.R. e vedendo il cugino baciare la sua ex ragazza viene consolato dal padre che gli dice che presto avrà la sua vendetta. Ann è sconvolta dall'incontro con la figlia e Bobby decide di indagare per scoprire la verità e chiede aiuto allo sceriffo di Dallas. Sue Ellen ormai sconfitta sta per tornare a bere quando riceve la visita del figlio e di J.R. che gli promettono di starle vicina e aiutarla almeno contro l'accusa di tangente e alla fine la donna getta il vino nel lavandino. Pamela interrompe una riunione di Frank per comunicare ai soci della Burns Global che la società riprenderà il vecchio ruolo nel settore delle energie pulite e abbandonerà il settore alberghiero e questo infastidisce parecchio Frank. All'udienza Rebecca non testimonia contro Pamela e quindi il giudice non consente l'annullamento e decide per il divorzio e qui Cristopher giura a Pamela che gliela farà pagare. Nella sua limo la ragazza trova John Ross che continua a proporle il suo accordo ma lei gli risponde che l'accordo sarà solo alle sue condizioni. J.R. incontra il procuratore che si occupa del caso di Sue Ellen e gli chiede di chiudere un occhio, ma l'uomo non può farlo e allora J.R. capisce che deve trovare qualcosa che costringa l'uomo a cedere. Bobby si incontra con Harris per discutere dell'improvviso ritrovamento di Emma e qui il viscido ex marito di Ann provoca l'uomo che sta per picchiarlo ma viene frenato dall'arrivo delle guardie del politico. Cristopher viene consolato da Elena che gli racconta che ha appena concluso un importantissimo affare e così i due festeggiano. J.R. va a trovare Pamela e le dice che non riuscirà mai a mettere le mani sulla Ewing e che la caccerà via come fece con sua zia. Bobby è alla ricerca di Emma e torna al maneggio dove scopre che la ragazza viene da Londra. Pamela porta a Rebecca i soldi che avevano pattuito ma la ragazza vuole trovare Tommy, suo fratello in realtà morto, e Pamela le giura che l'aiuterà ma lei ora deve andare via. J.R. ha intanto trovato lo scheletro nell'armadio del procuratore e Sue Ellen racconta ad Ann i suoi problemi e che nonostante tutto J.R. rimane sempre il suo migliore amico. Cristopher e Bobby intanto decidono di premiare il lavoro di Elena dandole una quota maggiore della società e ne parlano anche con John Ross che accetta senza obiettare e qui Cristopher si insospettisce e chiede alla sua segreteria di diventare amica della segreteria di John Ross in modo da conoscere tutte le sue mosse. John Ross racconta al padre dell'insediamento di Elena e che se lei sposa Cristopher sarà impossibile prendere la società ma J.R. ricorda al figlio che Elena ha un contratto con Sue Ellen e che quindi è vulnerabile. Bobby scopre che Harris da otto anni dell'esistenza di Emma ma non lo dice ad Ann. Cristopher riceve un telefono per posta in ritardo, quel telefono è stato mandato da Tommy e allora si reca da Rebecca a cui fa ascoltare la voce di Pamela che minaccia Tommy ma c'è anche un suo messaggio dove si scopre che era d'accordo con entrambi fin dall'inizio, Cristopher adesso ha la ragazza in pugno. Sue Ellen ringrazia J.R. per quello che ha fatto e lo invita a prendere un tè. John Ross va da Pamela e dopo essersi messi d'accordo sulle spartizioni del bottino che Pamela avrà dal divorzio i due hanno un rapporto sessuale. In realtà il pacco recapitato a Cristopher era stato mandato da Frank. Bobby si reca a casa di Harris e qui conosce Judith, la madre dell'uomo, e scopre anche che sono stati lui e sua madre a rapire la piccola Emma ventidue anni fa.

## Giustizia privata
- Titolo originale: "Sins of the Father"
- Diretto da: Jesse Bochco
- Scritto da: Bruce Rasmussen

### Trama
Cristopher e Rebecca si recano al comando di polizia per denunciare la scomparsa di Tommy. Bobby rivela ad Ann la verità sul rapimento di Emma e la donna è scioccata e decide di affrontare di nuovo la figlia e l'indomani vanno al commissariato dove Ann ha uno scontro con Judith ma dopo finalmente ha un confronto con Emma dove le racconta tutta la sua storia e le mostra il cofanetto con tutti i suoi ricordi ma la ragazza non vuole saperne e le chiede di uscire dalla sua vita, ma delle lacrime solcano il suo viso. John Ross fa visita al padre che gli dice di fare in modo che Elena venga odiata da Sue Ellen in modo da ottenere le quote della Ewing. Andres, il fratello di Elena, arriva in città per restarci.